# Lita Cerqueira

Lita Cerqueira (1952) é fotografa baiana contemporânea reconhecida por registrar a cultura negra brasileira. A fotografa teve atuação importante no cinema brasileiro, trabalhando como produtora fotográfica ao lado de Glauber Rocha, Neville de Almeida, Nelson Pereira dos Santos, entre outros, além de atuar no registro de importantes artistas da música como Gilberto Gil, Maria Bethânia e Gal Costa, e ter suas fotos impressas em  livros, revistas, capas e encartes de discos. Já expôs em países como  França, Itália e Alemanha.
```
Vida
```

Lita Cerqueira nasceu em Salvador, Bahia  em 1952. Trabalha com produção de fotografia em 1969, atuando também como atriz em cinema e teatro.. Sua experiencia como  como atriz, possibilitou que ingressasse no  universo cinematográfico.  No início dos anos 70, Lita deixou escola, família e trabalho para seguir em busca de uma vida com valores hippie.  Em 1973, após o nascimento do seu filho, Lita dedica-se exclusivamente à fotografia. O reconhecimento profissional enquanto fotografa veio a partir da exposição “Festas populares da Bahia e Arquitetura no Centro Histórico de Salvador”, em 1976. Ao longo desses anos, Lita vem registrando alguns dos principais artistas da Música Popular Brasileira, e publicando suas fotos em livros, revistas, capas e encartes de discos como “Bahia aux Sertões: 1939 a 1950”, da coleção Brésil, les Chants de la Mère et de la Terre ( 2006) e contracapa do CD “Cores e Nomes” de Caetano Veloso. (1982).    
"As fotos de Lita Cerqueira (É) são bem a resultante da sensibilidade de um olhar trabalhado na ânsia e na argúcia de um povo oprimido mas altivo e paciente; ao lado da dimensão mágica dessa civilização em processo, a quarta dimensão na vida das nações inspiradas como o Brasil.
Eu conheço bem essa confluência entre o desejo do artista tropical e a imprevisibilidade dos nossos deuses caprichosos. Eu sou um artista, como Lita, também negro e também da Bahia, e sei que suas fotos são um milagre do olho esquálido e atento atendido pela graça desatenta dos deuses em transe.”
Gilberto Gil

Cantor e Compositor
__
Autora de uma fotografia feita a partir dos seus próprios dias e do encontro que a imagem representou e representa em seu caminho desde a sua infância, nas ruas e ladeiras do bairro de Santo Antônio, irmão do Pelourinho, em Salvador, Lita Cerqueira é personagem do seu tempo. Autodidata, ganhou os olhos do mundo para construir um acervo desde a primeira metade da década de 1970, e nada em suas fotografias faz parte da “representação” que o mundo contemporâneo vem impondo às imagens. Quem olha para a sua câmera olha para ela, a mulher que está por trás daquele visor. É uma questão de sentidos. Esse fato simplifica a ideia mais original não apenas dos retratos: avança também puramente nas cenas da vida cotidiana, nas emoções e devaneios da fusão contida/incontida no gestural e nas manifestações da arte e religiosidade. Uma mulher que fotografa desde os tempos em que a imagem era quase uma “descoberta” para o mundo, em uma década que vivia o enlace entre paz e amor.
Personagem por dentro de sua própria criação, Lita Cerqueira passou raspando pelo Cinema Novo; levou seu “realce” para os dias e as noites tropicalistas em Arembepe (e só nós sabemos o que Arembepe significou em nossas vidas); foi atriz aos 17 anos, quando nenhuma atriz era atriz para aparecer na televisão. Isso tudo está em seus registros: aquele doce naco de loucura que com o passar do tempo fomos adaptando ao mundo parabólico. Ela também reserva muitas lembranças futuras para o seu ofício. Por exemplo: tem mania de fotografar figuras (anônimas ou não); cidades históricas ; o seu povo negro “atendido pela graça desatenta dos deuses em transe” como escreve Gilberto Gil […]. E assim os guarda em cartões postais que espalha pelas bancas de jornais e revistas em cidade brasileiras. E então sua “fotografia popular”, como ela diz, retorna para mãos de onde nunca saíram, simbologia também repetida pelo fotógrafos africanos que viveram ou vivem no Mali e no Bamako. 
A exposição “A Fotografia como Eu Sou” surge de uma voz ao mesmo tempo firme e delicada. Como a voz da ancestralidade. Lita Cequeira aqui está desde o princípio. Dos tempos em que Salvador ainda não havia perdido sua memória. Sua arte é o que podemos chamar de uma arte de encontros: o jeito como vê a vida, como caminha pelas ruas, como fala com cada um de seus personagens. Ela sempre se coloca do lado do outro. Isso vem lá de trás: do Cinema Novo, das noites tropicalistas, da lua cheia em Arembepe, daquela voz ao mesmo tempo delicada e ancestral. Esse “gesto” personalize cada um das suas imagens. Cada retrato tem uma voz. Olhe bem. Uma fotografia não é a mesma quando a olhamos duas vezes. É como um livro aberto: pode mudar a cada instante. 
Diógenes Moura
Curador de Fotografia.
Pinacoteca do Estado de São Paulo / 2010
```
Prêmios
```

- 2003 - Eleição como fotógrafa oficial da Lavagem da Madeleine Staircase de Paris, França[4]

```
Exposições - coletivas e individuais
```

- 1976 – Primeira exposição  “Festas Populares da Bahia e Arquitetura” no Centro Histórico de Salvador
- 1986 – Exposição no restaurante brasileiro Dona Flor / Paris / França.
- 1993 – Lançou “Lita Cerqueira Cartões Postais” – coleção de postais fotográficos, inicialmente apenas com fotografias preto e branco, que se tornou sua marca. São espalhados por cidades no Brasil, França e Alemanha.
- 1997 – Representante do Estado da Bahia no VIVA BAHIA! – Sociedade Afro-Americana do Patrimônio – Mostra “Postcards from Bahia” promovido pela Africain American Heritage Society no Evening of the Humanities – Pensacola Cultural Center / Flórida / EUA (1997).
- 2000 – “A Redescoberta do Corpo e Alma Negros do Brasil 500” –  Fundação Bienal São Paulo / Parque do Ibirapuera São Paulo.
- 2000 – Coletiva “Brasil +500 Mostra do Redescobrimento Negro de Corpo e Alma” – sob curadoria de Emanoel Araújo – Fundação Casa França Brasil / Rio de Janeiro.
- 2003 – Fotógrafa oficial da Lavagem da Madeleine Staircase de Paris / França.
- 2003 – Fotógrafa convidada da Lavagem das Escadarias da Église de la Madelaine, organizado por brasileiros, em Paris. Em junho.
- 2003 – Participação no Festival de Música e Arte, patrocinada pela Secretaria de Cultura do condado de Androrra, na cordilheira dos Pireneus, na Europa.2003 – Participou da exposição “Bielefeld” com fotografias expostas por ruas e bares da cidade alemã honônima – Bielefeld/ Alemanha.
- 2004 – Aquisição de Lita Cerqueira pelo Acervo Museu Afro-Brasileiro – Parque Ibirapuera, São Paulo.
- 2006 – Exposição de fotos no restaurante Favela Chic, em Paris.
- 2008 – “Cosmopolita, Retrospectiva Lita Cerqueira” – Centro Cultural Correios Salvador / Bahia.
- 2009 – Retrospectiva  “A Fotografia Como Eu Sou” sob curadoria de Diógenes Moura – Pinacoteca de São Paulo / São Paulo.
- 2010 – Retrospectiva  “A Fotografia Como Eu Sou” – Oi Futuro Flamengo / Rio de Janeiro.
- 2012 – Individual “La Photographie Telle que Je Suis” – Galeria Ricardo Fernandes / Paris.
- 2015 – Exposição coletiva “A Arte da Lembrança – A Saudade na Fotografia Brasileira” – Itaú Cultural / São Paulo.
- 2023 - "Encruzilhadas da Arte Brasileira", CCBB - SP -  Centro Cultural Banco do Brasil, São Paulo

- 2024 - "Lita Cerqueira - Portrait d'une Artiste " - Paris , Ricardo Fernandes Gallery

- 2024  - "ACARÁ: delicadeza insurgente", VERVE, São Paulo, SP, Brasil;

- 2024 - Lélia em Nós, Sesc Mariana, São Paulo, SP, Brasil;

- 2024 - 2025 -  “Ancestral: Afro-Américas” - São Paulo, MAB - Museu de Arte Brasileira;

- 2024 - "Encruzilhadas da Arte Brasileira", CCBB - SP -  Centro Cultural Banco do Brasil, São Paulo;

- 2024 - "“Pensar e repensar, fazer e refazer", Museu Afro Brasileiro Emanuel Araújo, São Paulo;

- 2024 - "O Povo Negro é o Meu Povo -  Lita Cerqueira - 50 anos de fotografia",  Caixa Cultural, Salvador, Bahia;

- 2024 - 2025  - "Encruzilhadas da Arte Brasileira", CCBB - RJ -  Centro Cultural Banco do Brasil, Rio de Janeiro.

```
COLEÇÕES PÚBLICAS
```

Museu Afro, São Paulo, SP, Brasil 
Instituto Antonio Carlos Jobim, Rio de Janeiro, RJ, Brasil;
```
DISCOS
```

Sugere o nome “Realce” (1979) para disco de Gilberto Gil, lançado no mesmo ano. Veja o que diz a respeito do nome, o compositor e cantor, na ficha técnica de Unplugged, Warner Music (1994), onde Realce foi re-gravada.
Capa do álbum “De Bahia Aux Sertões: 1939 a 1950”, da coleção Brésil, les Chants de la Mère et de la Terre. Produção de Teça Calazans. Paris/França: Frémeaux & Associés, (Fevereiro 2006).
Foto contracapa do álbum “Cores e Nomes” (1982) de Caetano Veloso. Polygram.
_
PUBLICAÇÕES
Almir Chediak, Editora Lumiar, Caetano Veloso (1987); 
Gilberto Gil (1989); Bossa Nova (1989); 
Cazuza (1990); Compact de Kassav de Philippe Conrath, Paris: Éditions Segher (1987); 
Antologia da Fotografia Africana e do Oceano Índico de Emanuel Araújo e André Joly (org.) Paris: Revue Noire (1998); 
Só as mães são felizes: Cazuza, Lucinha Araújo em depoimento a Regina Echeverria, Rio de Janeiro: Editora Globo (1997); 
Todas as Letras de Gilberto Gil, Carlos Rennó (Org.) São Paulo: Companhia das Letras, 1996 (1a ed.) e 2003 (2a ed.); 
60 anos de Gilberto Gil: todos os contos, Bené Tonteles. Rio de Janeiro: GG Edições (2002); 
Areias Escaldantes, Scarlet Moon de Chevalier, Rio de Janeiro: Editora Globo, (1999); 
Mulheres Negras do Brasil, Os autores Shuma Schumaher & Érico Vital Brasil incluíram verbete Lita Cerqueira no livro (2007) (Rio de Janeiro: Edições SENAC/ Redeh).Capítulo “Mãos que produzem arte”, verbete 886, p.462-463;

Capa do livro “Preta Gil – Os primeiros 50” - autobiografia.